# Kości krótkie
Kości krótkie (łac. ossa brevia) – rodzaj kości, w którym wszystkie wymiary są podobne. Do tej grupy u ssaków należą liczne kości nadgarstka i stępu (kość skokowa, kość łódkowata, kość piętowa z guzem piętowym, kość sześcienna, klinowata: przyśrodkowa, pośrednia i boczna) oraz trzeszczki.